# 武田繁太郎
武田 繁太郎（たけだ しげたろう、1919年（大正8年）8月20日 - 1986年（昭和61年）6月8日）は、日本の小説家。兵庫県神戸市生まれ。早稲田大学独文科卒。

## 経歴
早稲田大学在学中に同人誌「炬火」に参加。
芥川賞候補に4回推されるが、いずれも受賞を逸した。
- 第25回芥川賞（昭和26年/1951年上期）「風潮」（「文學者」1951年5月号）
- 第26回芥川賞（昭和26年/1951年下期）「暗い谷間」（「早稲田文學」1951年11月号）
- 第27回芥川賞（昭和27年/1952年上期）「朝来川」（「文學者」1952年2月号）
- 第28回芥川賞（昭和27年/1952年下期）「生野銀山」（「群像」1952年12月号）

## 代表作
1960年作の「自由ヶ丘夫人」（光文社）はベストセラーとなり、1960年8月に映画化（東宝、監督佐伯幸三。出演：新珠三千代・池部良・淡路恵子・安西郷子・加東大介・浜美枝・有島一郎・杉葉子）されて、自由が丘の高級住宅街としてのイメージアップにつながった。また全国に「〜丘」という地名が出来るきっかけともなった。この他に「芦屋夫人」（1959年）、「銀座夫人」（1962年）がある。これも高級住宅地あるいは著名地+夫人という呼称の始まりとなった。
1951年、被差別部落問題をえがいた「風潮」で文學者賞を受賞。1952年生野の変に取材した「生野銀山」が話題となった。1959年芦屋マダムの生態をえがいた「芦屋夫人」がわいせつ文書として発禁処分をうけた。